# Junjō U-19
Singles de NMB48
Oh My God!
(19 octobre 2011) Nagiichi
(9 mai 2012)
Pistes de Teppen Tottande!
Oh My God! Nagiichi
Junjō U-19 (純情U-19) est le troisième single du groupe féminin japonais NMB48.

## Liste des titres

### Édition Type A
| 1. | Junjō U-19 (純情 U-19)                       | senbatsu    |  |
| 2. | Baatari GO! (場当たりGO!)                    | Under Girls |  |
| 3. | Doryoku no Shizuku (努力の雫)                | Shirogumi   |  |
| 4. | Junjō U-19 off vocal ver. (純情 U-19)        |             |  |
| 5. | Baatari GO! off vocal ver. (場当たりGO!)     |             |  |
| 6. | Doryoku no Shizuku off vocal ver. (努力の雫) |             |  |

| 1. | Junjō U-19 Music Video (純情 U-19)                                                            |  |
| 2. | Doryoku no Shizuku Music Video (努力の雫)                                                     |  |
| 3. | Junjou U-19 Music Video (Dance Shot ver.) (純情 U-19)                                         |  |
| 4. | First NMB48 Red-White Cooking Battle (Preliminary Round) (第1回NMB48紅白対抗料理対決（予選）) |  |

### Édition Type-B
| 1. | Junjō U-19 (純情 U-19)                      | senbatsu (sélection) |  |
| 2. | Baatari GO! (場当たりGO!)                   | Under Girls          |  |
| 3. | Migi e Magare! (右へ曲がれ!)                | Akagumi              |  |
| 4. | Junjō U-19 off vocal ver. (純情 U-19)       |                      |  |
| 5. | Baatari GO! off vocal ver. (場当たりGO!)    |                      |  |
| 6. | Migi e Magare! off vocal ver. (右へ曲がれ!) |                      |  |

| 1. | Junjou U-19 Music Video (純情 U-19)                                                     |  |
| 2. | Migi e Magare! Music Video (右へ曲がれ!)                                                |  |
| 3. | Junjou U-19 Music Video (Dance Shot ver.) (純情 U-19)                                   |  |
| 4. | First NMB48 Red-White Cooking Battle (Final Round) (第1回NMB48紅白対抗料理対決（決勝）) |  |

### Édition Type-C
| 1. | Junjō U-19 (純情 U-19)                          | senbatsu    |  |
| 2. | Baatari GO! (場当たりGO!)                       | Under Girls |  |
| 3. | Ren'ai no Speed (恋愛のスピード)                | NMB Seven   |  |
| 4. | Junjou U-19 off vocal ver. (純情 U-19)          |             |  |
| 5. | Baatari GO! off vocal ver. (場当たりGO!)        |             |  |
| 6. | Ren'ai no Speed off vocal ver. (恋愛のスピード) |             |  |

| 1. | Junjō U-19 Music Video (純情 U-19)                                    |  |
| 2. | Junjou U-19 Music Video (Dance Shot Ver.) (純情 U-19 Music Video)     |  |
| 3. | NMB48 feat. Yoshimoto Shinkigeki Vol. 2 (NMB48 feat.吉本新喜劇 Vol.2) |  |
| 4. | Junjō U-19 Making-of (純情U-19メイキング)                             |  |

### Édition Théâtre
| 1. | Junjō U-19 (純情 U-19)                       | senbatsu (sélection) |  |
| 2. | Doryoku no Shizuku (努力の雫)                | Shirogumi            |  |
| 3. | Migi e Magare! (右へ曲がれ!)                 | Akagumi              |  |
| 4. | Jungle Gym (ジャングルジム)                  | Sayaka Yamamoto      |  |
| 5. | Junjō U-19 off vocal ver. (純情 U-19)        |                      |  |
| 6. | Doryoku no Shizuku off vocal ver. (努力の雫) |                      |  |
| 7. | Migi e Magare! off vocal ver. (右へ曲がれ!)  |                      |  |
| 8. | Jungle Gym off vocal ver. (ジャングルジム)   |                      |  |

## Membres sélectionnés
Le 18 décembre 2011, la senbatsu (選抜, "selection") des membres qui ont interprété les titres du single a été révélée.
"Junjou U-19"
- Team N: Mayu Ogasawara, Kanako Kadowaki, Rika Kishino, Haruna Kinoshita, Riho Kotani, Rina Kondo, Kei Jonishi, Miru Shiroma, Aina Fukumoto, Nana Yamada, Sayaka Yamamoto, Miyuki Watanabe
- Team M: Momoka Kinoshita, Eriko Jo, Fuuko Yagura, Keira Yogi

"Baatari Go!"
Chanson interprétée par les Undergirls
- Team N: Kanna Shinohara, Yuuki Yamaguchi
- Team M: Riona Ota, Rena Kawakami, Yuuka Kodokari, Yui Takano, Airi Tanigawa, Ayame Hikawa, Runa Fujita, Mao Mita, Ayaka Kurakami, Sae Murase, Natsumi Yamagishi
- Kenkyuusei: Yuki Azuma, Yuumi Ishida, Mizuki Uno, Risako Okada, Ayaka Okita, Narumi Koga, Arisa Koyanagi, Sorai Sato, Hiromi Nakagawa, Rurina Nishizawa, Momoka Hayashi, Mizuki Hara, Hitomi Yamamoto

"Doryoku no Shizuku"
Chanson interprétée par lesShirogumi
- Team N: Mayu Ogasawara, Kanako Kadowaki, Rika Kishino, Haruna Kinoshita, Kanna Shinohara, Nana Yamada, Sayaka Yamamoto
- Team M: Yuuka Kodakari, Eriko Jo, Natsumi Yamagishi, Keira Yogi
- Kenkyuusei: Ayaka Okita

"Migi e Magare!"
Akagumi
- Team N: Riho Kotani, Rina Kondo, Kei Jonishi, Miru Shiroma, Aina Fukumoto, Yuuki Yamaguchi, Miyuki Watanabe
- Team M: Momoka Kinoshita, Airi Tanigawa, Ayame Hikawa, Ayaka Murakami, Fuuko Yagura

"Renai no Speed"
NMB Seven
- Team N: Mayu Ogasawara, Kei Jonishi, Aina Fukumoto, Nana Yamada, Sayaka Yamamoto, Miyuki Watanabe
- Kenkyuusei: Eriko Jo

"Jungle Gym"
- Team N : Sayaka Yamamoto

## Classements à l'Oricon

### Weekly charts
| Chart (2012)                     | Position |
| -------------------------------- | -------- |
| Japan (Billboard Japan Hot 100)  | 1        |
| Japan (Oricon)                   | 1        |
| Japan (RIAJ Digital Track Chart) | 32       |